# 甲斐利幸
甲斐 利幸（かい としゆき、1942年10月22日 - ）は、日本の政治家。元熊本県上益城郡山都町長（2期）。

## 経歴
大阪大学を卒業後、矢部町役場職員を経て1991年4月から2005年2月10日まで矢部町長を4期務める。合併により失職するが、山都町長選挙に立候補し無投票当選。2009年山都町長選挙が行われ、旧清和村長の兼瀬哲治を破り、2期務める。